# كوتارو سوزوكي
كوتارو سوزوكي (باليابانية: 鈴木鼓太郎؛ بالكانا: すずき こたろう) هو مصارع محترف ياباني، ولد في 18 يونيو 1978 في وارابي في اليابان.

## روابط خارجية
- كوتارو سوزوكي على موقع CageMatch worker (الإنجليزية)